# Teatro Góngora
El teatro Góngora, también conocido como cine Góngora o cine Pathè, es un teatro de Córdoba (España). Fue construido como cine entre los años 1929 y 1932, diseñado por el arquitecto madrileño Luis Gutiérrez Soto. Construido sobre el solar del antiguo convento de Jesús María ocupa 950 m², y se encuentra situado en la calle Jesús María.
Es una de las pocas muestras que dejó el racionalismo arquitectónico en Córdoba, conjugando una apariencia mediterránea en su fachada, con pérgolas y arcos de medio punto, con un interior modernista y sobrio así como una particular y amplia terraza donde se proyectaban películas en verano.

## Historia
El cine Góngora fue construido entre los años 1929 y 1932 por el arquitecto madrileño Luis Gutiérrez Soto. Fue uno de los teatros más importantes de la ciudad y en la década de los 80 prácticamente el único por el cierre del Gran Teatro. En su sala, además de representaciones teatrales y cinematográficas, se celebraron conciertos, mítines y diversos actos.
La terraza era quizás el cine de verano más "educado", por lo silencioso, de la época, así como uno de los más modernos de la ciudad. Se podía acceder a él en ascensor o por las escaleras y ofrecía mecedoras, además de las habituales sillas distintas de las de los demás cines de verano.
En 1997, la Gerencia de Urbanismo ordenó su cierre debido a su mal estado.
El Cine Pathè, actual Teatro Góngora, fue construido entre los años 1930 y 1932 según el diseño del arquitecto madrileño Luis Gutiérrez Soto. Situado en la calle Jesús y María de la ciudad de Córdoba, y siendo propiedad del Excmo. Sr. Don Miguel Fresneda, ocupaba una superficie de 1052,12 m², destinado al cinematógrafo con una cabida de 1000 espectadores.
La fecha del proyecto es de 1930, combinando el autor el lenguaje regionalista andaluz de la fachada con el lenguaje racionalista y art-decó, aspectos estos últimos que también lleva a la decoración del interior.
El aspecto formal del interior aparece con cierta carga historicista en los planos de proyecto, tornando en la ejecución real a postulados más puramente racionalistas y decó, sin duda derivados del giro estilístico del autor tras su viaje a Europa central por aquellas fechas.
En el proyecto de origen su estructura general era totalmente de hormigón armado con muros de cierre y de fachada de fábrica de ladrillo con perfiles necesarios, dispositivo de cámara de aire aislante, combinándose los materiales bajo el punto de vista de la incombustibilidad, cualidad precisa según lo legislado para esta clase de edificios.

Dicho cine se componía de una planta baja de butacas de 700 localidades y dos de palcos y anfiteatro en voladizo cuya capacidad es de 300 sillones, incluyendo los correspondientes a los 14 palcos; en la planta del sótano, existe solamente un cuarto de artistas con W.C. y servicios de calderas, con los dos fosos de los ascensores; la segunda planta corresponde a la terraza, al cine de verano, efectuándose el acceso y desaloje mediante dos ascensores rápidos y tres escaleras de 1,50 m Previsto de servicios de W.C: para señoras y caballeros y un servicio de Bar; la planta tercera se destina a departamentos de oficinas de la empresa, vivienda del conserje y otros servicios complementarios, situándose las cabinas de proyección, aisladas y con arreglo al reglamento y accesos correspondientes. 

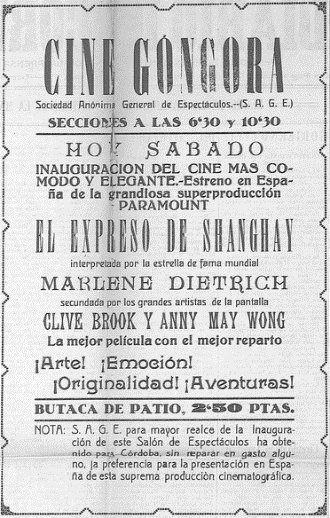
Anuncio de la inauguración, a tres columnas en el Diario de Córdoba el 24 de septiembre de 1932.

Dispone de tres escaleras, dos ascensores y cinco salidas, dos de ellas laterales y las tres restantes centrales de 2,10 m de ancho cada una, correspondiente a la capacidad para que se proyectó este edificio. Los servicios especiales de alumbrado, ventilación, calefacción y seguridad contra incendios son ejecutados por casas especialistas y apoyándose siempre en el articulado del reglamento vigente de espectáculos.
La fachada corresponde al estilo andaluz, conjugando una apariencia mediterránea, con pérgolas y arcos de medio punto con su decoración, en general, moderna. Esta, de cierto estilo regionalista, nos deja ver el esquema de las tres plantas de las que consta el cine. Las dos grandes torres, decoradas con grandes celosías, que flanquean la fachada albergan en su interior las escaleras de acceso a todas las plantas. El acceso al Teatro se realiza mediante un vano en tres arcos sobre columnas, sobre estos, un voladizo con cinco ventanas de arcos de medio  punto y sobre estas una pequeña terraza cubierta que se corresponde con la tercera planta.
Considerado el "salón de espectáculos" más moderno de España cuando se inauguró, fue uno de los teatros más importantes de la ciudad y en la década de los 80 prácticamente el único por el cierre del Gran Teatro.
En su sala, además de representaciones teatrales y cinematográficas, se celebraron conciertos, mítines y diversos actos.
Con la proyección de la película El expreso de Shanghay, anunciada como estreno en España, se inauguró el 24 de septiembre de 1932. La terraza era quizás el cine de verano más "educado" —por lo silencioso— de la época, así como uno de los más modernos de la ciudad. Con capacidad para unos quinientos espectadores, se podía acceder a él en ascensor o por las escaleras y ofrecía mecedoras, además de las habituales sillas distintas de las de los demás cines de verano.
La sala, en la que también se ofrecían espectáculos teatrales cerró en la década de 1980. En 2009 comenzó su restauración, abriendo nuevamente sus puertas el 6 de octubre de 2011 de modo oficial.

### El nuevo Teatro Góngora

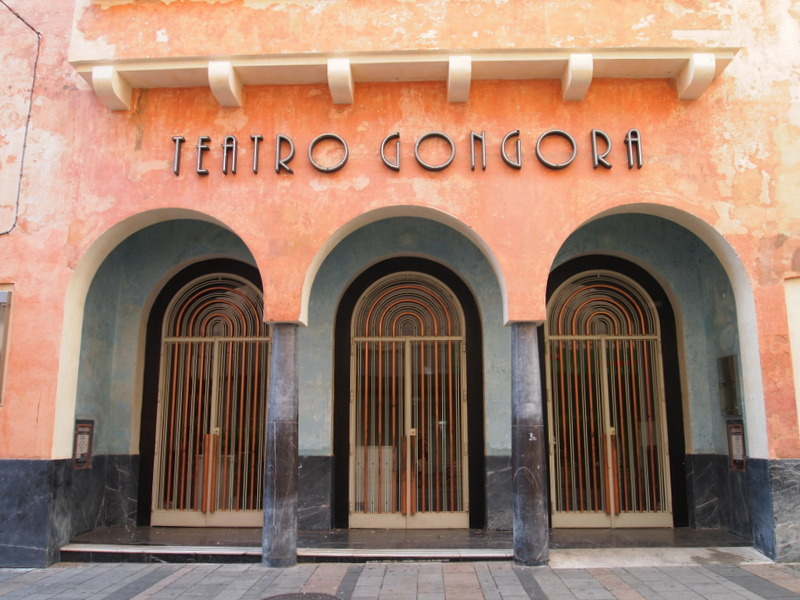
Teatro Góngora.

El edificio fue adquirido por el Ayuntamiento de Córdoba en 2004 con un coste de 2.464.000 €. El 20 de enero de 2009 se presentó el proyecto de remodelación del mismo, diseñado por Rafael de La-Hoz Castanys, comenzando las obras de remodelación a mitad de junio del mismo año. El coste de remodelación, de aproximadamente 3,8 millones de euros, fue financiado por El Corte Inglés como contrapartida a la rehabilitación y ampliación del centro comercial presente en la calle Jesús María.
Tras la remodelación, el teatro cuenta en la planta baja con una sala de representaciones con un aforo para 700 personas, y en la terraza, donde se encontraba el cine de verano, capacidad para 350 personas.
La restauración del Cine Góngora
Adquirido por el Ayuntamiento en el año 2004, el 20 de enero de 2009 se presenta el proyecto de remodelación del mismo diseñado por Rafael de la Hoz Castanys.
El estudio del arquitecto español rehabilitó completamente el abandonado Teatro Góngora. Junto con la completa recuperación y puesta en valor del interior del antiguo edificio, la intervención considera 700 nuevas localidades y  un nuevo volumen para dar espacio a una sala polivalente. El nuevo volumen de forma cúbica emerge como un cuerpo acristalado, ajeno al modelo clásico, sobre la sala del antiguo teatro.
La sala polivalente aprovecha el espacio del antiguo cine de verano para crear una sala cubierta y cerrada, eminentemente práctica, funcional y completamente diáfana, que intenta sacar el máximo partido al edificio y habilita un tipo de espacio hasta ahora inexistente en Córdoba. El proyecto aporta una quinta fachada acristalada al primitivo teatro.
Teatro a la italiana o frontal, escena central, sala de ensayos, plató, conciertos de música de cámara, sala de exposiciones, conferencias, presentaciones, coloquios o salón de baile o banquetes son algunos de los múltiples usos de la nueva sala polivalente posibles gracias a un espacio de 6m de altura libre sin ubicación predeterminada o fija ni de la escena ni del público.
Todo el espacio se cubre por una estructura tubular simple que permita la suspensión de todo tipo de elementos: focos, telas, altavoces, motores, etc. de apoyo a los espectáculos. Se disponen cuatro graderíos retráctiles fijos para el público. Con la tribuna principal se cubre una configuración frontal clásica con la mejor visibilidad posible, pudiendo alcanzarse un aforo máximo de más de 200 localidades. Los otros tres graderíos obedecen a la posibilidad de crear diferentes distribuciones del espacio en función del tipo de evento programado, el aforo previsto, la ambientación deseada, etc.
La intervención mantiene el uso cultural, de relación y disfrute de los ciudadanos para el que fue concebido el edificio y fija, en el corazón de la ciudad de Córdoba, un centro donde poder desarrollar una gran variedad de actividades escénicas, musicales, eventos, actos, funciones, etc., con diferentes requerimientos, formatos y distribuciones.
El coste de remodelación de cuatro millones de euros fue financiado por El Corte Inglés como contrapartida a la rehabilitación y ampliación del centro comercial presente en la calle Jesús y María.
El 9 de mayo de 2011, con la entrega de los Premios Maximinos, se reabrió tras su completa remodelación, aunque la inauguración oficial fue meses después, el 6 de octubre, con un concierto a cargo de la Orquesta de Córdoba.